# Arctokonstantinus hardingi
Arctokonstantinus hardingi (лат.) — вид ракообразных, единственный в составе рода Arctokonstantinus из семейства Arctokonstantinidae отряда каляноид (Calanoida).

## Этимология
Родовое название Arctokonstantinus образовано от имени биолога Константина Бродского (1907—1991) за его значительный вклад в изучение каляноидов и Северного Ледовитого океана, где был найден новый род. Вид A. hardingi назван в честь Гарета К. Х. Хардинга (Gareth C.H. Harding), который первым обнаружил этот вид, как неопознанный вид sp. B (Harding 1966:36—37).

## Распространение
Самка общей длиной 4,1 мм собрана в восточной части бассейна Нансена Северного Ледовитого океана на станции 36-027 (координаты 81°13’N, 106°34’E) во время рейса RV Polarstern ARK XI/1, при вертикальной проводке 3000-1000 м (общая глубина 3133 м), 8 августа 1995 года (коллектор К. Н. Кособокова).

## Описание
Мелкие ракообразные (длина около 4 мм). Рострум отсутствует. Антеннула A1 из 24 сочлененных сегментов. Ce и Pd1 неполностью разделены, Pd4 и Pd5 разделены. Ur из 4 сомитов, Gns симметричный. У антенны A2 Exp неполностью 8-сегментный (Exp2-3 частично слиты), короче Enp; Enp1 с 1 сетой. Мандибулярный сегмент первого эндопода (Md Enp1) без волосков, Enp2 с 6 волосками. Mx1 Li4 без волосков (как у Rhinomaxillaris), Enp рудиментарный с 4 волосками. P1 Enp без наружного лепестка и основание без внутренних волосков (как у Sognocalanus).

## Классификация
Вид был впервые описан в 2001 году зоологами Еленой Мархасевой (Зоологический институт РАН) и Ксенией Кособоковой (Институт океанологии РАН) и выделен в монотипический род Arctokonstantinus из семейства Arctokonstantinidae.